# Старые Кутуши
 Старые Кутуши  — село в Черемшанском районе Татарстана. Административный центр Старокутушского сельского поселения.

## География
Находится в южной части Татарстана на расстоянии приблизительно 24 км по прямой на запад-северо-запад от районного центра села Черемшан у речки Большая Сульча.

## История
Основана в начале XVIII века. Упоминалось также как Рождественское (по церкви). В начале XX века кроме церкви было волостное правление.

## Население
Постоянных жителей было: в 1782 году — 278 душ мужского пола, в 1859—1283, в 1897—2368, в 1908—2498, в 1920—2796, в 1926—2424, в 1949—1351, в 1958—1361, в 1970—1399, в 1979—1055, в 1989—695, в 2002 − 651 (русские 41 %, мордва 58 %), 558 в 2010.

## Храм во имя Святой Троицы
В селе Старые Кутуши (Черемшанского района РТ) 02.08.2012 года официально образован храм во имя Святой Троицы, настоятелем церкви выбран иерей Георгий Шестов.

## История с расстрелом священника[3]
Настоятель храма Рождества Христова в селе Кутуши (Черемшанский район РТ) священник Константин Сергеев был расстрелян вместе с прихожанами 13 октября 1918 года отрядом красноармейцев.
В 2018 году на месте их мученической кончины возвели часовню. Средства на строительство часовни и благоустройство места праведной кончины православных мучеников выделил меценат Геннадий Давыдов.
Торжественное открытие часовни посетили правнук отца Константина — Константин Сергеев и его супруга, проживающие в Одессе. В настоящее время местные жители и священнослужители собирают сведения, необходимые для канонизации трагически погибшего настоятеля.